# Klooster Nieuwkerk
Klooster Nieuwkerk is een Nederlands klooster in Nieuwkerk, een gehucht op de Nederlands-Belgische grens tussen Goirle en Poppel. Het werd ingewijd in 1913 en was een succursaalshuis van de Missionarissen van de Heilige Familie. In 1997 kwam een einde aan de religieuze bestemming en vestigde zich een particulier die het ombouwde tot bezinnings- en congrescentrum. In 2006 werd het als zodanig geopend.

## Geschiedenis
Tijdens de Eerste Wereldoorlog bevond het jonge klooster zich in het grensgebied, waar zich aan de Belgische zijde van het Nieuwkerks Baantje Pruisische en Beierse soldaten manifesteerden, terwijl Nederlandse militairen aan de noordelijke kant van de weg de neutraliteit probeerden veilig te stellen. Voor, tijdens en direct na de Tweede Wereldoorlog ontwikkelde zich het genoemde gebied tot een paradijs voor smokkelaars.
Eind jaren vijftig ging het klooster over naar de Trappisten, die er onder andere jonge Afrikanen opleidden voor kaderfuncties in hun recentelijk gedekoloniseerde thuislanden als Kenia en voormalig Belgisch-Congo. Na de trappisten ontwikkelden de Franciscanessen van Etten het klooster tot een rusthuis voor uit de missie terugkerende nonnen. Het klooster is ook nog enkele jaren het domein geweest van volgelingen van de van Rome afgescheiden mgr. Lefebvre, die de uitkomsten van het Tweede Vaticaanse Concilie niet wilde erkennen. Ten slotte vestigde zich in het klooster een nieuwe orde uit Maastricht, De Kommel, waarvan zowel mannen als vrouwen deelgenoot konden worden. De huidige eigenaar van klooster, kapel en ondergrond is de Belgische baron Eric de Jambline de Meux, die het complex in 1986 van de franciscanessen kocht.